# Boo FF
Boo FF är en svensk fotbollsförening som bildades år 1981 efter en sammanslagning av Boo SK och Boo IF. Klubbens hemmaplan Boovallen ligger i Boo gård, Nacka kommun. Föreningens damlag spelar för närvarande i Division 1 Mellersta och herrlaget i division 3 . Klubben har en omfattande verksamhet med över 2 700 medlemmar varav 2 550 spelare, något som gör föreningen till en av Stockholmsområdets största fotbollsklubbar efter IF Brommapojkarna och Sollentuna FK sett till antal spelare. I dag har klubben 140 lag från åldern sex år upp till seniorfotboll.
Boo FF:s hemmaplan är Boovallen och ligger i Boo i Nacka. Boovallen har två konstgräsplaner, fem omklädningsrum och ett kanslihus med cafeteria.

## Historia
Boo FF bildades 1981 när fotbollssektionerna i Boo SK och Boo IF slogs samman. År 1990 bildades Nacka FF genom ett samarbete mellan bland annat Boo FF och Järla IF. Nacka FF spelade ett par säsonger i dåvarande Division 1 Norra, vann Sankt Erikscupen, men dalade sedan i seriesystemet i takt med att ekonomin blev sämre. År 2001 begärdes Nacka FF i konkurs. Under denna tid bedrev Boo FF, som så kallad alliansförening, egen ungdomsverksamhet men var ej tillåtna att ha ett eget A-lag. När NFF gick i konkurs togs dock dess ungdomslag över av Boo FF och föreningen startade ett eget A-lag för herrar. Boo FF:s herrlag tog över Boo SK:s plats i Division 5 år 2002, flyttades 2006 upp till Division 4, och 2007 till Division 3, men flyttades 2008 åter ner till Division 4.
År 2004 bekostade Boo FF ombyggnationen av kommunens ishall till en inomhusfotbollsplan. Ett A-lag för damer startades först 2006. . Föreningens ungdomslag har vunnit Gothia Cup 5 gånger.https://results.gothiacup.se/2019/team/22757228
Säsong 2022 vann Boo FF damlag division 1 vilket innebar att laget fick spela kvalmatcher för att avancera till Elitettan. Laget föll dock mot IK Rössö och fick återvända till division 1 igen. 

## Serietillhörighet
|      | 2023                      | 2024 |
| ---- | ------------------------- | ---- |
| Dam  | Division 1 mellersta      |      |
| Herr | Division 3 södra svealand |      |

## Spelare med förflutet i Boo FF
- Nils Fröling
- Hanna Lundqvist
- Emma Westin
- Alice Ahlberg
- Emelie Jansson
- Felicia Saving
- Annika Svensson
- Oscar Steinke Brånby
- Maja Ohlsson